# Frontera entre el Brasil i Colòmbia
La frontera entre el Brasil i Colòmbia és una frontera internacional contínua de 1.790 kilòmetres el qual està completament demarcat i amollonat. En tota la seva extensió, la línia limítrofa transcorre per 808,9 quilòmetres de rius i canals, 612,1 quilòmetres per línies més convencionals i 223,2 quilòmetres per divisòries d'aigües.
La frontera va ser traçada pel Tractat Vásquez Cobo-Martins de 1907 i pel Tractat García Ortiz-Mangabeira de 1928. Actualment el treball de demarcació és responsabilitat de la Comissió Mixta d'Inspecció de les Fites de la Frontera Colombiano-Brasilera, establerta en 1976. Fins al moment aquest comitè ja ha desplegat 128 fites.

## Història
El primer traçat de límits entre territoris que actualment són colombians i brasilers es dona per mitjà del Tractat de Madrid de 1750, en el qual els imperis espanyol i portuguès van definir els abasts administratius i territorials de les seves respectives colònies a Amèrica del Sud. Per mitjà d'aquest tractat els límits entre el Virregnat del Brasil i el Virregnat de Nova Granada quedava establert per mitjà dels articles VIII i IX en els quals s'expressava el següent:
| « | Baixarà per les aigües d'aquests dos rius ja units, fins al paratge situat en igual distància del citat riu Marañón, o Amazones, i de la boca de la dita Mamoré; i des d'aquell paratge continuarà, per una línia est oest, fins a trobar amb la ribera oriental del riu Jabarí, que entra al Marañón per la seva ribera austral; i baixant per les aigües del Jabarí, fins a on desemboca al Marañón, o Amazones, seguirà, aigües avall d'aquest riu, fins a la boca més occidental del Japurá, que hi desguassa pel marge septentrional. Continuarà la frontera per enmig del riu Japurá, i pels altres rius que se li ajuntin i s'acostin més al rumb del nord, fins a trobar l'alt de la serralada de muntanyes que intervenen entre el riu Orinoco i el Marañón, o de les Amazones; i seguirà pel cim d'aquestes muntanyes a l'orient, fins a on s'estengui el domini d'una i d'altra monarquia. | » |

Aquests límits van ser lleugerament modificats per mitjà del Tractat de San Ildefonso de 1777 i van estar vigents pràcticament fins a la independència de Colòmbia. Es van nomenar llavors quatre comissions mixtes amb la finalitat de demarcar aquestes fites. Per a la definició de les fronteres del territori del Virregnat de Nova Granada va ser designat l'enginyer i governador de Maynas Francisco Requena, qui es va dirigir cap a la conca de l'Amazones cap a 1780. Després de vint anys de recorregut per aquesta regió, quatre viatges al riu Caquetá i llargues discussions entre les comissions respecte a que porcions de terrenys pertanyien a una o una altra corona, les comissions van ser dissoltes en 1801 i es va tornar llavors al statu quo de 1750.

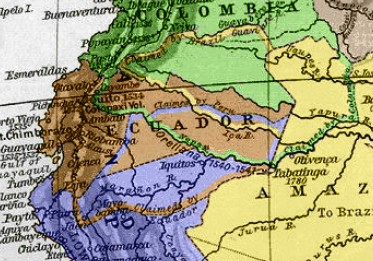
Territoris en disputa per Perú, Equador i Colòmbia entre 1830 i 1950.

Després de la independència de Colòmbia (1810-1820), els governs del Brasil (també independent) i de Colòmbia van intentar definir de forma més concreta i de millor manera les fronteres de tots dos països, basats en els nous descobriments cartogràfics de la regió de la Amazonia. El primer intent seriós es va donar en 1826 entre els governs de la Gran Colòmbia i l'Imperi del Brasil, no obstant això aquest es va veure frustrat per la guerra grancolombiano-peruana i la posterior de dissolució de la Gran Colòmbia.
Després d'aquesta ruptura i la creació de la República de la Nova Granada (formada per la unió de les actuals Colòmbia i Panamà), durant gran part del segle xix aquest país en cadascuna de les seves constitucions definia els seus límits com els mateixos que l'any de 1810 dividien el territori del Virregnat de Nova Granada del de les Capitanies generals de Veneçuela i Guatemala, i del de les possessions portugueses del Brasil. A través de l'aplicació d'aquest principi, Colòmbia determinava la seva frontera amb Brasil de la següent manera:
| « | Des de l'entrada del Yavarí pel curs de l'Amazones, aigües avall, fins a la boca del braç Avatipataná; per aquest braç fins a la seva unió amb el Yapurá o Caquetá; pel curs d'aquest riu, aigües amunt, fins al desguàs de la llacuna Cumará. D'aquest punt, línia recta cap al Nord, fins a trobar el riu Negro en la confluència del Cababurí al davant a Laureto; i pel curs del riu Cababurí, aigües amunt, fins a arribar al turó Cupí a les muntanyes que separen la foia hidrogràfica de l'Amazones de la de l'Orinoco. | » |

Després de diversos intents més de determinar la frontera entre Brasil i Colòmbia en 1853, 1868/1870 i 1880/1882, finalment es va establir en 1907 un tractat de límits amb les seves clàusules adoptades sobre la base del que el canceller brasiler Baró del Rio Branco va definir com "l'ocupació administrativa amb base en el que realment Brasil i Colòmbia tenen, per exercir la seva sobirania de forma eficaç, continuada i completa", és a dir, l'aplicació del principi de dret romà Uti possidetis, ita possideatis (qui posseeix de fet, ha de posseir de dret). Aquest tractat, conegut com a Tractat de Bogotà o Tractat Vásquez Cobo-Martins, va ser signat el 21 d'abril de 1907 a la ciutat de Bogotà entre Alfredo Vásquez Cobo i Enéas Martins, ministres de relacions exteriors de Colòmbia i Brasil, respectivament.

### La recta Apaporis-Tabatinga

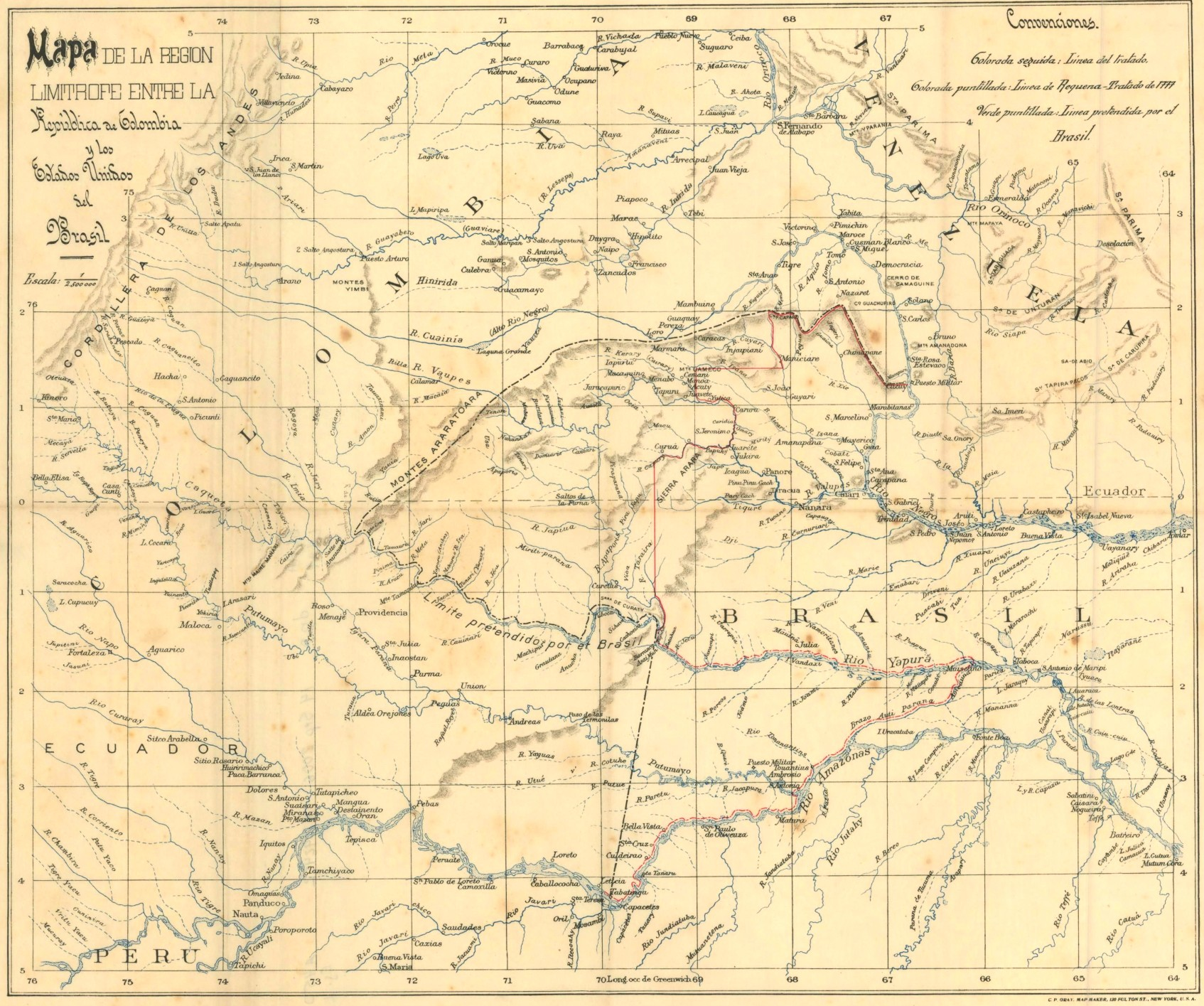
Traçat limítrof entre Colòmbia i Brasil amb quadre de convencions que estableix tres tipus de fronteres, d'acord amb tractats abans establerts..

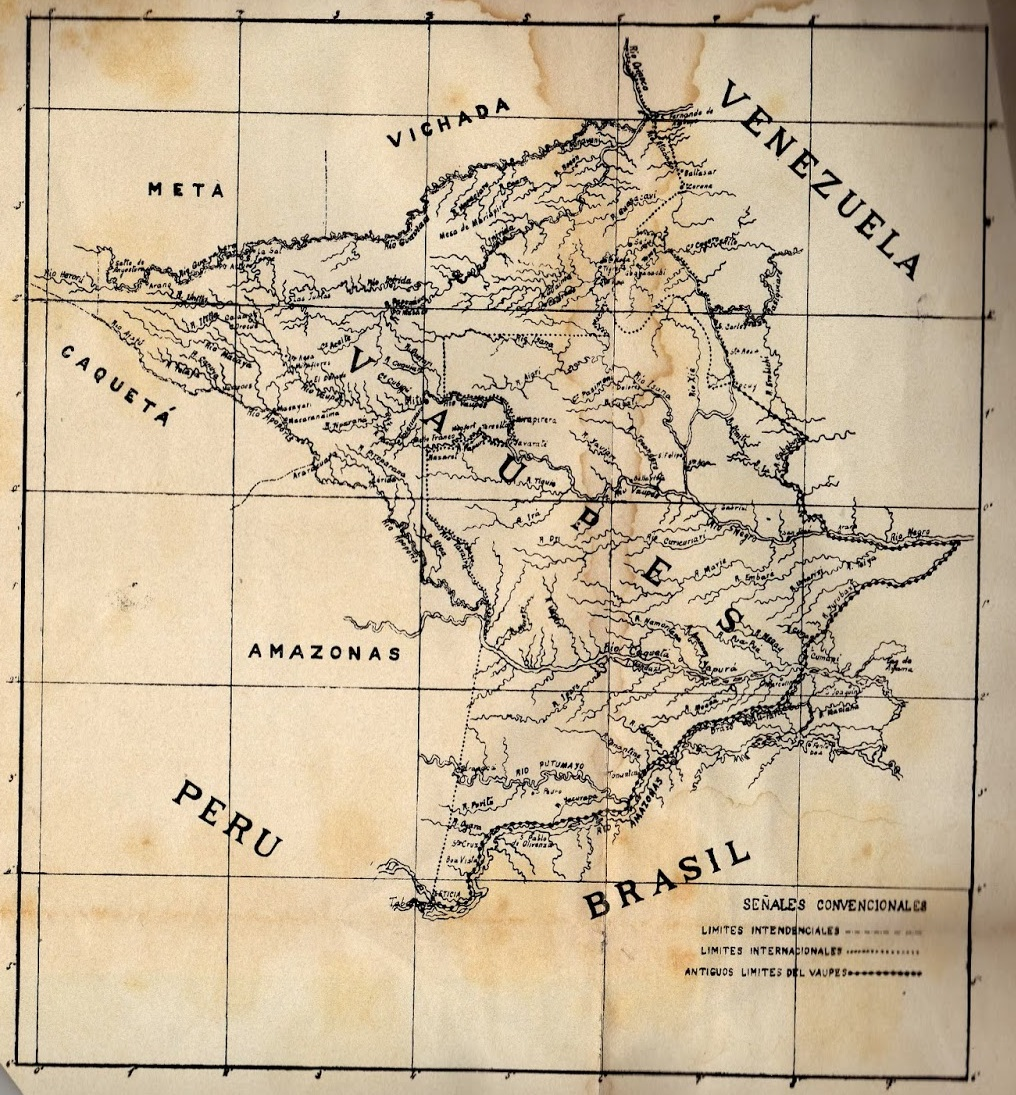
Límits de la Comissaria del Vaupés en 1930.

Poc després de la independència del Perú, el govern d'aquest país i Brasil van acordar a establir les ciutats de Leticia (aleshores pertanyent al Perú) i Tabatinga (Brasil), com els límits entre els dos països, seguint el criteri de l'uti possidetis iure.
L'any 1851, es va signar un tractat entre Perú i Brasil a través del qual els països adoptaven com a fronteres:
- Al sud de Tabatinga, tot el riu Yavarí fins a la seva font.
- Al nord de Tabatinga, una línia geodèsica que era traçada des d'aquesta ciutat fins a la confluència dels rius Caquetá i Apaporis; a causa que el riu Putumayo creua la línia geodèsica en tres ocasions per mitjà d'un meandre (a l'est, oest i est de nou), va ser acceptat entre els dos països un intercanvi de terres a la regió, el qual també ha estat acceptat pel Tractat de Bogotà.

Tanmateix, aquest acord peruà-brasiler no va ser reconegut pels governs de l'Equador i de Colòmbia, que no sols reclamaven la major part dels actuals departaments de Loreto (Perú) i Amazones (Colòmbia), sinó també la propietat de la terra entre els rius Amazones i Caquetá situada ara en territori brasiler.
En 1853 va viatjar fins a Bogotà el diplomàtic brasiler Miguel María Lisboa, qui actuant com a representant del Brasil en assumptes limítrofs, va iniciar les negociacions que van acabar amb la signatura del Tractat Lleras-Lisboa, subscrit entre aquest representant i el de Colòmbia, Lorenzo María Lleras; l'acord comprenia, en poques línies, la mateixa demarcació que s'havia produït entre Perú i Brasil en 1851. Est va ser rebutjat pel Senat de la República en 1855.
En 1904, a través de la signatura amb Brasil del Tractat Tobar-Rio Branco, Equador va renunciar al triangle comprès entre els rius abans esmentats i la línia geodèsica, acceptant-la però com el límit amb Brasil. Atès que els tres països estaven llavors involucrats en una llarga disputa internacional per les terres al sud del riu Caquetá, el govern brasiler va decidir capitalitzar amb caràcter provisional la recta geodèsica Apaporis-Tabatinga, creada diverses dècades abans com la frontera provisional entre Brasil i les nacions andines d'aquesta part de l'Amazònia.
Una vegada reconegut Colòmbia (en 1922) com l'únic país limítrof amb Brasil a la regió compresa entre el Amazones i l'Apaporis (l'anomenat Trapezi amazònic), va ser ratificada aquesta gran línia com el tros meridional de la frontera entre Colòmbia i Brasil per mitjà del Tractat Complementari de Límits i Navegació Fluvial o Tractat García Ortiz-Mangabeira signat el 15 de novembre de 1928.

## Traçat de la frontera

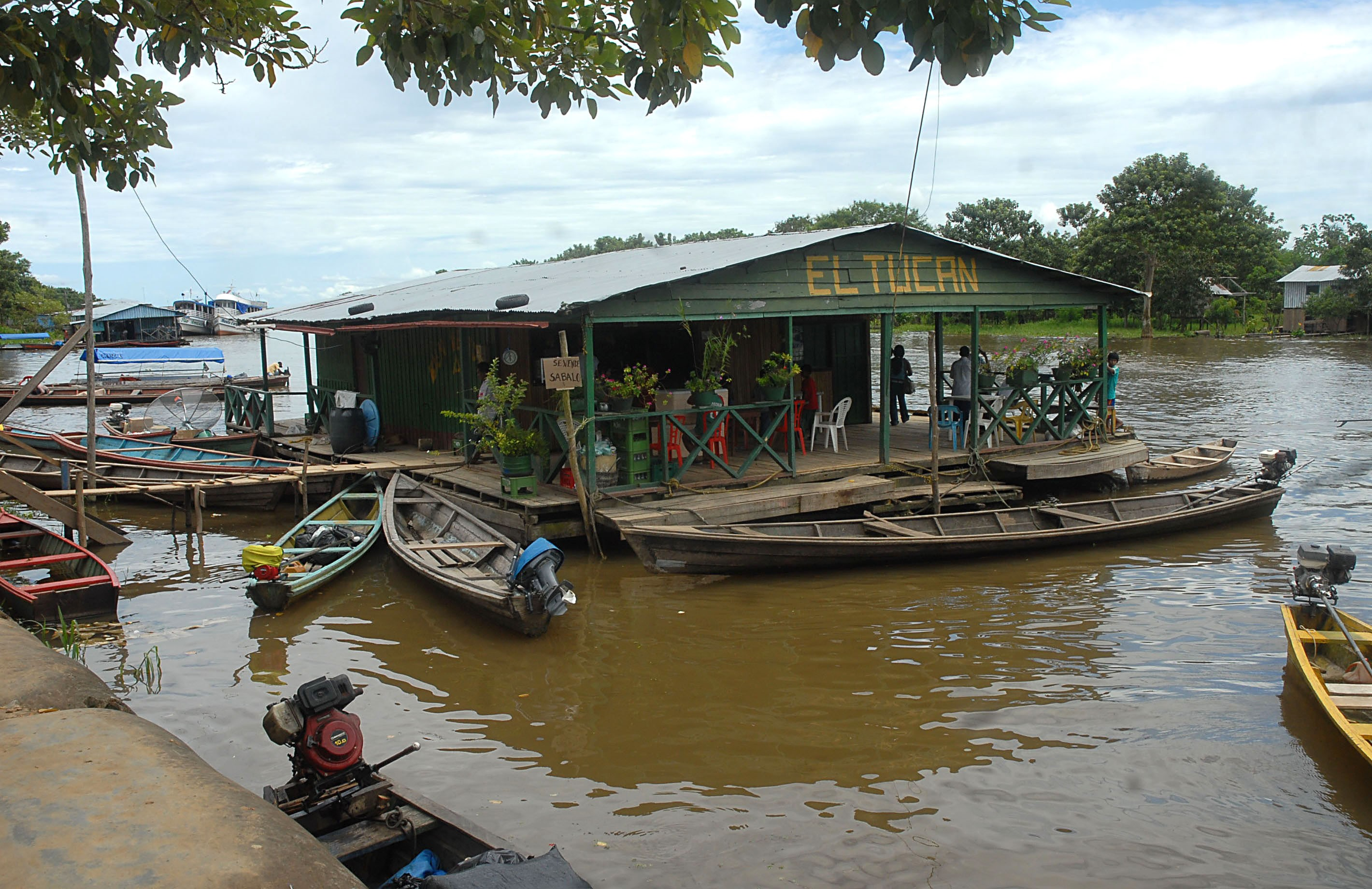
Port de Leticia.

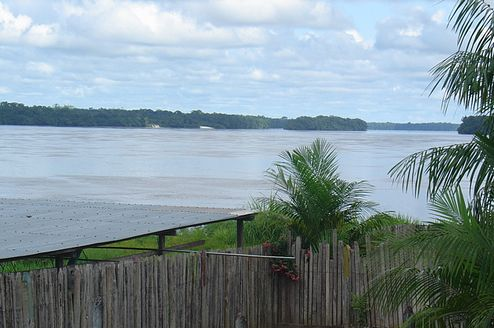
Illa San José.

Segons aquests tractats, els límits entre Colòmbia i Brasil són els següents:
| « | - La línia divisòria entre Brasil i Colòmbia s'inicia en la confluència de la quebrada San Antonio amb el riu Amazones (enfront de les localitats de Leticia i Tabatinga). - A partir d'allí, el límit segueix per una línia geodèsica de més de 300 km cap a la desembocadura del riu Apaporis en el riu Caquetá, creuant en aquest tram els rius Putumayo i Puré. - Des de la boca de l'Apaporis, se segueix pel curs d'est fins a la desembocadura del riu Taraira, un afluent del marge esquerre. - Des de la desembocadura del riu Taraira es continua per les aigües d'aquest riu, fins al seu naixement. - De la capçalera principal del Taraira se segueix pel meridià que ho creua cap al nord, passant pel riu Tiquié fins a trobar el riu Papurí prop de la població de Melo Franco. - D'aquí se segueix el curs del Papurí fins a la seva desembocadura del riu Vaupés, prop de la ciutat de Iauaretê a Brasil. - Continua aigües amunt pel Vaupés fins a trobar la boca del riu Querarí. - De la desembocadura del Querarí es traça un altre paral·lel en direcció nord fins a trobar el riu Isana. - Segueix el curs d'aquest riu aigües avall fins al paral·lel que marca la desembocadura del riu Yarí en el riu Cuairí, paral·lel que segueix després fins a trobar aquesta boca. - D'aquí puja pel riu Cuiarí fins a trobar la boca del riu Memachí, que se segueix fins al seu naixement al Cerro Caparro. - A partir d'aquí, el límit se segueix per la regió muntanyenca del Naquén, que separen les aigües del riu Xié del riu Negro, fins a trobar la capçalera del riu Macacuní. - D'aquí fins a trobar l'illa San José davant de la Pedra del Cocuy, punt fronterer tripartit entre Colòmbia, Brasil i Veneçuela. | » |